# 포트로열

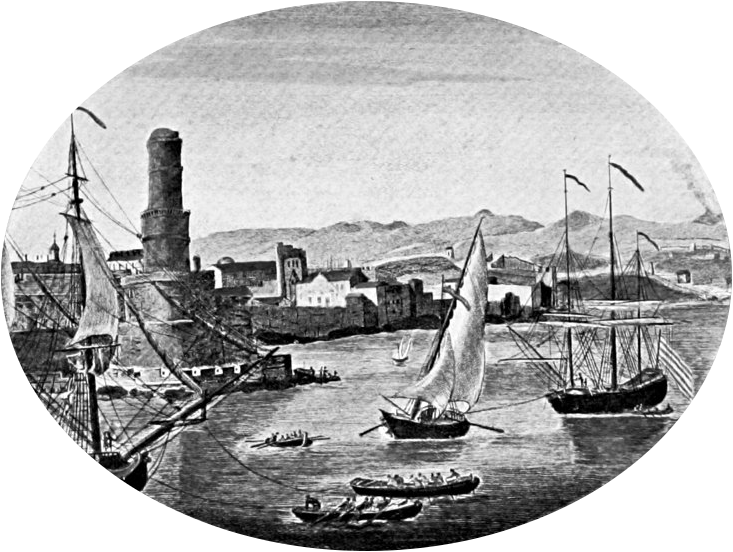

포트로열(Port Royal)은 17세기 자메이카의 해운업의 중심지이다. 해적들이 빼앗은 보물을 가져오고 소비하는 것으로 유명한 곳이었다. 17세기 영국은 해적을 장려하고 포트 로열 해적의 거점으로서 스페인 선박과 프랑스 선박을 공격했다. 1692년 6월 7일 발생한 지진은 포트 로열에 막대한 피해를 주고, 도시의 3분의 2가 카리브 해에 잠겼다. 이 참사 이후 상업 중심지는 킹스턴으로 옮겨졌다.